# Lucas Lovat
Lucas Lovat (* 15. Januar 1997 in Florianópolis) ist ein brasilianischer Fußballspieler.

## Karriere
Lovat begann seine Karriere beim Avaí FC. Im August 2015 gab er gegen Internacional Porto Alegre sein Debüt für die Profis von Avaí in der Série A. Dies blieb sein einziger Saisoneinsatz, mit Avaí stieg er aber aus dem Oberhaus ab. In der Saison 2016 spielte er viermal in der Staatsmeisterschaft von Santa Catarina, ehe er im Juni 2016 an den Erstligisten Grêmio Porto Alegre verliehen wurde. Für Grêmio kam er aber nie zum Einsatz. Im April 2017 kehrte er zu Avaí zurück. Dort kam er 2018 zu weiteren acht Einsätzen in der Staatsmeisterschaft.
Im Januar 2019 wechselte Lovat in die Slowakei zum Erstligisten Spartak Trnava. Für Trnava kam er bis zum Ende der Saison 2018/19 zu zehn Einsätzen in der 1. liga. In der Saison 2019/20 absolvierte er bis zur Winterpause 14 Partien für Spartak. Im Januar 2020 wechselte er innerhalb der Liga zum ŠK Slovan Bratislava. Für Slovan lief er bis Saisonende zu fünf Einsätzen im slowakischen Oberhaus, mit Slovan wurde er Meister. In der Saison 2020/21 konnte der Hauptstadtklub den Titel verteidigen, Lovat lief 13 Mal in der Liga auf. In der Saison 2021/22 kam er verletzungsbedingt nur sechsmal zum Zug, Slovan wurde abermals Meister. In der Saison 2022/23 holte Lovat mit seinem Team einen weiteren Meistertitel, während der Saison kam er zu 24 Einsätzen.
Nach weiteren zehn Einsätzen zu Beginn der Saison 2023/24 wechselte Lovat im Januar 2024 nach Russland zu Achmat Grosny.